# Чемпионат мира по шорт-треку среди команд 2005
Чемпионат мира по шорт-треку среди команд 2005 года проходил 5 - 6 марта в Чхунчхоне (Южная Корея).

## Система состязаний
Для участия в чемпионате автоматически квалифицировались первые восемь стран по итогам кубка мира. По 4 конькобежца от каждой страны участвовало в гонках на 500 м и на 1000 м, по 2 конькобежца — в гонке на 3000 м, плюс проходило первенство в эстафете (на 3000 м для женщин, на 5000 м — для мужчин).

## Участники чемпионата

### Мужчины
| Место | Участники        | Очки |
| ----- | ---------------- | ---- |
| 1     | Канада           | 43   |
| 2     | Республика Корея | 36   |
| 3     | Китай            | 22   |
| 4     | Япония           | 17   |
| 5     | Италия           | -    |
| 6     | Великобритания   | -    |
| 7     | Россия           | -    |
| 8     | Франция          | -    |

### Женщины
| Место | Участники        | Очки |
| ----- | ---------------- | ---- |
| 1     | Республика Корея | 43   |
| 2     | Китай            | 35   |
| 3     | Канада           | 24   |
| 4     | Япония           | 17   |
| 5     | Италия           | -    |
| 6     | Россия           | -    |
| 7     | Франция          | -    |

## Призёры чемпионата

### Мужчины
| Дисциплина | Золото                                                                                  | Серебро                                                                            | Бронза                                                        |
| ---------- | --------------------------------------------------------------------------------------- | ---------------------------------------------------------------------------------- | ------------------------------------------------------------- |
| Команды    | Канада · Франсуа-Луи Трамбле · Шарль Амлен · Матье Тюркотт · Стив Робиллар · Эрик Бедар | Республика Корея · Ан Хён Су · Ли Сын Хун · Сон Гён Тхэк · Ли Джэ Гён · Со Хо Джин | Китай · Суй Баоку · Ли Хаонань · Ли Цзяцзюнь · Ли Е · Цуй Лян |

### Женщины
| Дисциплина | Золото                                                                          | Серебро                                                          | Бронза                                                                                   |
| ---------- | ------------------------------------------------------------------------------- | ---------------------------------------------------------------- | ---------------------------------------------------------------------------------------- |
| Команды    | Республика Корея · Чон Да Хе · Чхве Ын Гён · Кан Юн Ми · Йо Су Джон · Чин Сон Ю | Китай · Чжу Милэй · Фу Тяньюй · Ян Ян (A) · Ван Мэн · Чэн Сяолэй | Канада · Таня Висент · Калина Роберж · Аланна Краус · Аманда Оверленд · Анук Леблан-Буше |